# جبهه ملی (افغانستان)
جبهۀ ملی افغانستان نهادی موتلف از چندین حزب و افراد منفرد است که تاکنون دو دورۀ زمانی را پشت سر گذاشته است.

## جبهۀ ملی افغانستان (دورۀ نخست ۱۳۸۶ الی ۱۳۹۰)
تاریخ تشکیل جبهۀ ملی افغانستان به ۱۵ فروردین ۱۳۸۶ می‌رسد. بنیانگذاران جبهۀ ملی افغانستان از اعضای پارلمان بودند و هدف خود را از تشکیل این نهاد نو سیاسی رفع بحران در عرصۀ سیاسی کشور می‌دانند و بیان می‌دارند که هیچ حزب و گروه سیاسی به تنهایی قادر به غلبه کردن بر این مشکلات نیست. نخستین رهبر جبهۀ ملی افغانستان برهان الدین ربانی رئیس‌جمهور پیشین افغانستان بود.
اهداف اولیۀ جبهۀ ملی افغانستان تلاش برای تغییر نظام دولت از ریاستی به پارلمانی و فدارل کردن کشور و تبدیل والی ایالات از انتصابی به صورت انتخابی بوده‌است.
در بیانیۀ ۱۶ اردیبهشت ۱۳۸۶ ه‍.خ مهم‌ترین چالش‌های افغانستان در نظر جبهۀ ملی افغانستان به شرح زیر بوده‌است:
۱- ساختن نهادهای دولتی
۲- بازیابی و احیای دوبارۀ اعتماد و وفاق ملی
۳- تسوید و تصویب قانون اساسی به منظور رهایی کشور از بی‌قانونی
۴- بازسازی ویرانه‌های باقی‌مانده از جنگ
۵- مبارزه با فساد اداری به منظور ایجاد یک ادارۀ کارآمد و مؤثر
۶- مبارزه با مافیای مواد مخدر
۷- تأمین امنیت سراسری و برقراری ثبات سیاسی و اجتماعی
۸- بهبود وضعیت معیشت مردم از طریق ایجاد فرصت‌های شغلی

### اعضای بنیانگذار
اعضای سرشناس شورای عالی جبهۀ ملی افغانستان عبارتند از:
برهان الدین ربانی، احمد ضیا مسعود، مارشال محمد قسیم فهیم، اسماعیل خان، یونس قانونی، عبدالرشید دوستم، سید منصور نادری، مصطفی ظاهر، سید مصطفی کاظمی، محمد اکبری، سید محمد گلاب زوی و نورالحق علومی
ریاست شورای رهبری جبهۀ ملی افغانستان با پروفسور برهان‌الدین ربانی بود.
این حزب در تمامی ولایت‌های افغانستان شعبه دارد. همچنین در ۲۱ اکتبر ۲۰۰۷ طی مراسمی رسمی جبهۀ ملی دفتر خود را در روسیه به مسئولیت عبدالخلیل عباسی نمایندۀ جمعیت افغانستانیان در شهر سنت پترزبورگ از طرف عبدالحکیم تورسون عضو شورای اجرائیۀ جبهۀ ملی افغانستان افتتاح کرد.
سخنگویان این جبهه عبارت بوده‌اند از:
- فاضل سانچارکی

### ساختار
جبهۀ ملی نخست دارای ساختاری شامل شورای مرکزی - هیئت اجرایی و شورای رهبری می‌باشد.
به نظر می‌رسد که این جبهه به گونه‌ای از نظر ساختاری وامدار جبهۀ ملی ایران بوده‌است زیرا دارای یک شورای رهبری و یک هیئت اجرایی منتخب شورای مرکزی می‌باشد. البته این امر را می‌توان با توجه به نزدیکی رهبران جهادی با اعضای جبهۀ ملی ایران مانند پرویز ورجاوند و داوودهرمیداس باوند، حضور نفرات جبهۀ ملی در افغانستان و برعکس حضور گروه‌های افغانستانی در تهران و در میان گروه‌های ملی‌گرا، اشتراکات میان تاجیک‌ها و فارسی‌زبانان ایران امری طبیعی و محتمل دانست.

### شرکت در انتخابات پارلمان و ریاست جمهوری ۲۰۰۱
جبهۀ ملی افغانستان در تمامی انتخابات‌های افغانستان شرکت نموده است اما تاکنون نتوانسته به عنوان یک نیروی غالب در عرصۀ سیاسی ظاهر شود.
اوج حضور جبهۀ ملی افغانستان حضور در انتخابات ریاست جمهوری سال ۲۰۰۹ بود.
فاضل سنچارکی سخنگوی جبهه در روز (۲۶ فروردین ۱۳۸۸ ه‍.خ)عبدالله عبدالله وزیر خارجۀ پیشین افغانستان را از سوی جبهۀ ملی به عنوان کاندید ریاست جمهوری اعلام نمود.
جبهۀ ملی برای حضور در این انتخابات دست به یک ائتلاف زد و با نام «ائتلاف ملی تغییر و امید» به رهبری دکتر عبدالله فراخوانی برای تشکیل شورای عالی مرکب از پنج هزار تن از سراسر کشور را اعلان نمود.
دکتر عبدالله توانست در ان انتخابات ٪۲۸ آرا را کسب کند و حامد کرزی نیز با کسب کمتر از ٪۵۰ (پس از اعتراضات و رسیدگی به آن کمیسیون رسیدگی به شکایات انتخابات) به دور دوم راه یافت اما به خاطر مصالح ملی کشور کناره‌گیری نمود.
این انتخابات دسته‌بندی‌های نو سیاسی در افغانستان را رغم زد و تعدادی از افراد جبهۀ ملی در عین عضویت به حمایت از کرزی پرداختند و مارشال فهیم نیز سمت معاونت اولی ریاست جمهور انتخاب شد.
همایون شاه آصفی و چراغعلی چراغ نامزدان معاونت دکتر عبدالله بودند.انتخابات ریاست جمهوری افغانستان

### برنامه‌های جبهۀ ملی افغانستان
جبهۀ ملی در آغاز کار خود برنامه‌ای را به عنوان اهداف و پیشنهادهای خود برای اصلاحات معرفی کرد.
خلاصۀ برنامه‌های جبهۀ ملی افغانستان عبارتند از:

### ایجاد شورای عالی دولت جمهوری اسلامی افغانستان به منظور
- هم‌آهنگ‌سازی قوای مقننه، قضائیه و اجرائیه
- مساعد ساختن زمینه‌های حاکمیت قانون و تقویت اداره
- ایفای نقش اساسی در عرصۀ تأمین ثبات و امنیت
- توجه جدی در راستای ارائۀ خدمات اجتماعی و انکشاف اقتصادی
- طراحی و تطبیق پالیسی‌های دقیق و مؤثر اعتمادسازی و مصالحۀ ملی.
- جهت‌دهی سیاست خارجی در مسیر ایجاد فضای مثبت همکاری‌های منطقه‌ای و بین‌المللی

ارکان ایجاد شورای عالی دولت جمهوری اسلامی افغانستان:
۱. شورای امنیت ملی
۲. شورای اقتصادی ملی
۳. کمیسیون مشارکت و مصالحۀ ملی
۴. کمیسیون همکاری‌های سیاسی
متن اصلی برنامۀ جبهۀ ملی افغانستان -۱۶ اردیبهشت ۱۳۸۶

### سرانجام جبهۀ ملی اول
جبهۀ ملی افغانستان (جبهۀ ملی اول) در دوران فعالیت‌های خود با سه بحران رو برو شد.
نخستین بحران این جبهه کشته‌شدن سید مصطفی کاظمی (وزیر پیشین تجارت) نمایندۀ وقت ولسی جرگه (پارلمان) عضو هماهنگ‌کنندۀ و به نوعی طراح اصلی این ائتلاف بود. کاظمی با فعالیت‌های مؤثر در زمان به وجود آمدن جبهۀ ملی افغانستان توانست برهان الدین ربانی و مارشال محمد فهیم قسیم، و همچنان رهبران متمایل «کمونیست» و ژنرال دوستم - نماینده پارلمان سید محمد گلاب زوی و نورالحق علومی به همراه استاد ربانی را در تشکیل این نهاد سیاسی همراه سازد. پس از شهادت کاظمی ارکان این ائتلاف دچار تزلزل شد.
دومین بحران زمانی رخ داد که شاهزاده مصطفی ظاهر از میانه‌های سال ۲۰۰۸م. عملاً خود راه از جبهۀ ملی جدا ساخت.
این کار باعث شد که طرفداران «تکنوکرات – مشروطه‌طلب» و سیاستمداران عملگرای افغانستان، که به خاندان شاهی متمایل بودند از بهار سال ۲۰۰۹م. به‌صورتی آشکار از جبهۀ ملی فاصله بگیرند.
مرحلۀ سومی تجزیۀ جبهۀ ملی جداشدن عبدالرشید دوستم، محقق، و مارشال فهیم از این جبهه در آستانۀ انتخابات ریاست جمهوری بود که در حقیقت ضربه‌ای کاری به این مجموعه وارد نمود.
پس از انتخابات ریاست جمهوری و انتخابات پارلمان فعالیت‌های جبهۀ ملی به صورت راکد درآمد.

## جبهۀ ملی دوم ۱۳۹۰ الی (جبهۀ نو ملی افغانستان)
احمد ضیا مسعود، عبدالرشید دوستم رهبر حزب جنبش ملی اسلامی افغانستان و حاجی محمد محقق رهبر حزب وحدت اسلامی افغانستان در ۲۰ آبان ۱۳۹۰ه‍.خ (۲۰۱۱م.) اقدام به بازسازی جبهۀ ملی افغانستان نمودند. احمد ضیا مسعود برادر احمد شاه مسعود و داماد برهان‌الدین ربانی (رئیس جمهور فقید افغانستان و رهبر پیشین جبهۀ ملی) به عنوان رهبر این جبهه تعیین شد.
در این تشکل دکترعبدالله نمایندۀ پیشین جبهۀ ملی و رهبر ائتلاف تغییر و امید حضور ندارد اما فاضل سنچارکی سخنگوی ائتلاف به رهبری دکتر عبداالله در این مورد چنین می‌گوید:
قبلاً از سوی رهبران «جبهه نو تشکیل ملی با آنها تماس گرفته شده است، اما ائتلاف تغییر و امید تصمیم گرفته است، بصورت مجزا فعالیت کند ولی در تصمیم‌گیری‌های مهم با جبهه ملی نیز همکاری و مشارکت کند.
 سنجارکی گفت: ائتلاف تغییر و امید به رهبری داکتر عبدالله از ایجاد جبهۀ ملی حمایت می‌کند و آغاز بکار آن را به فال نیک می‌گیرد.

### نواقص جبهۀ ملی افغانستان (جبهۀ ملی دوم)
بزرگ‌ترین مشکل در ساختار این جبهه وجود دارد، سه شخصیتی که طی ۳۰ سال گذشته همواره در حال جنگ یا ائتلافات زودگذر با یکدیگر بودند و پیشینۀ تخریب جبهۀ ملی اول به رهبری ربانی دارند در زمانی در کنار هم جمع شده‌اند که دیگر شخصیتی مانند ربانی در کنارشان نیست و همچنین افرادی مانند عبدالله عبدالله نیز به صورت مستقیم در این ائتلاف شرکت نکرده‌است.
از دیگر مشکلات این تشکل عدم همراهی اقوام پشتون و سیاستمداران برجستۀ مخالف مانن دحاجی ظاهر قدیر و ... می‌باشد. در کنار نبود پشتون‌ها در جبهۀ ملی برخی دیگر از احزاب و مسئولین آن مانند عبداللطیف پدرام نمایندۀ مجلس و رئیس حزب کنگرۀ ملی افغانستان نیز خود را از جبهۀ ملی کنار کشیده‌اند.
سخنگویان جبهۀ ملی دوم عبارتند از:
- فیض‌الله ذکی--- سخنگوی جبهۀ ملی افغانستان
- محمدجواد سلطانی --- معاون سخنگوی جبهۀ ملی افغانستان[۱۱]

### طرح ائتلاف جبهۀ ملی افغانستان
مورخ ۱۳۹۰/۸/۰۲۰
بسم الله الرحمن الرحیم
کشور ما افغانستان و مردم رنج‌کشیدۀ آن، در گذر تاریخ پر تلاطم خود مهم‌ترین و بحرانی‌ترین مرحله را تجربه می‌نماید. خروج نیروهای خارجی، سازش با مخالفان مسلح، تقابل زیانبار قوای ثلاثۀ کشور، تدویر غیرقانونی جرگۀ عنعنوی و ده‌ها مسائل کوچک و بزرگ دیگر مایۀ نگرانی جدی مردم افغانستان شده‌است.
بحران‌های پیچیدۀ سیاسی، حقوقی و ساختاری بی‌اعتباری شدیدی دستگاه عدلی و قضایی، هتک اعتبار و حیثت نهادهای تقنینی و حقوقی، و فلج کامل دستگاه اجرایی، کشور را لحظه به لحظه با دشواری‌های تازه رویاروی می‌سازد. بی‌ثباتی‌های فزاینده، نقض گستردۀ قانون و فروپاشی کامل نظام اداری، آیندۀ سیاسی کشور را بیش از پیش دچار ابهام و تاریکی کرده‌است.
این وضعیت ایجاب می‌کند که جوانب عمده و محورهای مؤثر سیاسی که پیش از این نیز در عبور دادن کشور از بحران‌های دشوار، نقش‌های مثبت و مؤثر ایفا کرده‌اند، با درک حساسیت وضعیت کنونی و عبرت از تجارب تلخ و زیانبار گذشته، غرض نجات کشور از بحران، به ایفای نقش بپردازند. بدین روی به منظور تثبیت و استقرار نظام سیاسی واقعاً دموکراتیک در کشور و تطبیق ارزش‌های مندرج درقانون اساسی و ایجاد یک نظام سیاسی کثرت‌گرا و فراگیر و به منظور بیرون‌رفت از بحران‌های پیچیدۀ سیاسی و ساختاری کنونی و تضمین ثبات و آیندۀ سیاسی کشور، محورهای سیاسی عمدۀ کشور بعد از غور و بحث طولانی تصمیم گرفته‌اند تا جبهۀ سیاسی وسیعی را تحت عنوان «جبهۀ ملی افغانستان» با اهداف و اصول زیر اعلام دارد:
۱. جبهۀ ملی وضعیت سیاسی کشور را بحرانی دانسته و نسبت به ادامۀ آن هشدار می‌دهد و ازتمامی جوانب و نیروهای مؤثر ملی و بین‌المللی دست‌اندرکار می‌خواهد که مساعی خویش را در راستای خروج از این وضعیت به کار اندازد. این جبهه می‌کوشد که از رهگذر ایجاد یک بدیل مطمین و مؤثر برای نظام سیاسی ناکارآمد کنونی، راه‌های خروج از بحران را پیگیری کند.
۲. مشکلات اساسی کشور، علاوه‌بر ضعف مدیریت سیاسی، به نقص ساختار سیاسی بازمی‌گردد. جبهۀ ملی یگانه راه‌حل مطمئن و مؤثر بحران کشور را تغییر در ساختار نظام سیاسی می‌داند. این تغییر می‌تواند شامل تغییر از نظام متمرکز بسته و ناکارآمد کنونی به یک نظام سیاسی باز و غیرمتمرکز و متناسب با واقعیت‌های متکثر فرهنگی، اجتماعی و سیاسی افغانستان و از جمله تغییر نظام ریاستی کنونی به یک نظام پارلمانی- صدارتی باشد.
۳. جبهۀ ملی بر اصل احترام به نقش نهادهای دموکراتیک و قانونی تأکید نموده، شورای ملی کشور را به‌حیث مظهر ارادۀ ملت افغانستان می‌شناسد و هر نوع تلاش برای نفی صلاحیت‌های تسجیل شده شورای ملی در قانون اساسی و تعویض آن با نهادهای فرا قانونی را مردود می‌داند. بدین لحاظ جبهۀ ملی تدویر جرگۀ عنعنوی را یک اقدام غیرقانونی دانسته در آن اشتراک نمی‌نماید.
۴. جبهۀ ملی مخالف رسیدن به صلح از طریق مذاکره با طالبان نمی‌باشد، اما ساختار متمرکز و مشروعیت ضعیف نظام کنونی را مانع اصلی درین راه می‌داند. به همین لحاظ، جبهۀ ملی پیش از هر چیز بر ضرورت اصلاحات بنیادی در ساختار نظام سیاسی کشور قبل از تکمیل پروسۀ انتقال مسئولیت‌های امنیتی به افغان‌ها تأکید می‌ورزد.
۵. به منظور حمایت از تمرکز زدایی از قدرت، تقویت دموکراسی، افزایش مشارکت عمومی، افزایش اقتدار شوراهای ولایتی و انتخابی شدن والی‌ها جز اصلی اهداف این جبهه است.
۶. جبهۀ ملی، به منظور تأمین امنیت، مبارزه با تروریزم، تقویت تجارب سیاسی ورشدوانکشاف نهادهای ملی، برحضورمثبت، مؤثر و سازندۀ جامعۀ بین‌المللی در یک چارچوب تعریف شده درافغانستان تأکید می‌کند.
۷. جبهۀ ملی، خواهان تغییرنظام انتخاباتی بوده و از سیستم رأی‌دهی تناسبی که بر مبنای آن علاوه‌بر اشخاص مستقل، احزاب سیاسی نیز می‌توانند دارای حق رأی باشند، حمایت می‌کند.
۸. جبهۀ ملی، به منظور تأمین هر چه بهتر عدالت و کاهش مشکلات عدلی و قضایی مردم و رفاه حال عامه، خواهان اصلاح سیستم عدلی و قضایی و استقلال قوۀ قضاییه می‌باشد.
۹. اهداف متذکره در چارچوب یک مبارزۀ مدنی-حقوقی پیگیری خواهد شد. تغییرات بنیادی که مستلزم تغییر در قانون از جمله قانون اساسی خواهد بود، از طریق مکانیزم‌های پیش‌بینی شده در خود قانون اساسی صورت خواهد گرفت.
۱۰. جبهۀ ملی افغانستان ترور زنجیره‌ای شخصیت‌های بارز ملی و جهادی و در رأس استاد برهان‌الدین ربانی را به شدت محکوم کرده و از دولت می‌خواهد که در این مورد تحقیق و پیگیری همه‌جانبه نموده و با عاملان آن برخورد جدی نماید.
۱۱. آغوش جبهه به تمامی شخصیت‌های ملی و نهادهای سیاسی و مدنی برای اتحاد و همبستگی بیشتر باز می‌باشد.
جبهۀ ملی افغانستان
۱۳۹۰/۲۰/۸
انشالله که تا به حال کارکرد خوبی به‌خاطر یک جا کردن رهبران و سیاستمداران افغانستان داشته‌اند.